# Genichi Takahashi
Genichi Takahashi (高橋 厳一 Takahashi Genichi?), född 28 juni 1980 i Saitama prefektur, är en japansk före detta fotbollsspelare.
Takahashi började sin karriär 1999 i Urawa Reds. 2001 flyttade han till Montedio Yamagata. Han avslutade karriären 2001.